# 京阪鴨東線
鴨東線（おうとうせん）は、京都府京都市東山区の三条駅から同市左京区の出町柳駅までを結ぶ京阪電気鉄道の鉄道路線である。
なお、正式な起点は三条駅だが、列車運行および旅客案内では出町柳駅から三条駅へ向かう列車が下り、逆方向が上りとなっている。

## 概要
路線名は鴨川の東岸を走行することに由来している。京阪本線の実質的な延伸線として鴨川沿いの川端通の地下に建設され、全線が地下線となっている。全ての列車が三条駅から先の京阪本線に直通して大阪方面に至り、両線は三条駅を介して一体的なダイヤが組まれている。わずか2.3kmと短いながらも京阪線京都側における分散型ターミナル、京都市営地下鉄と並ぶ市内基幹交通としての機能のほか、大阪方面と比叡山方面（叡山電鉄叡山本線）の連絡という3つの重要な機能を持ち、通勤・観光に多く利用されている。
出町柳駅 - 三条駅の間では約12mの標高差（高低差）があり、駅構内の勾配は2‰だが駅間は12‰の勾配区間である。

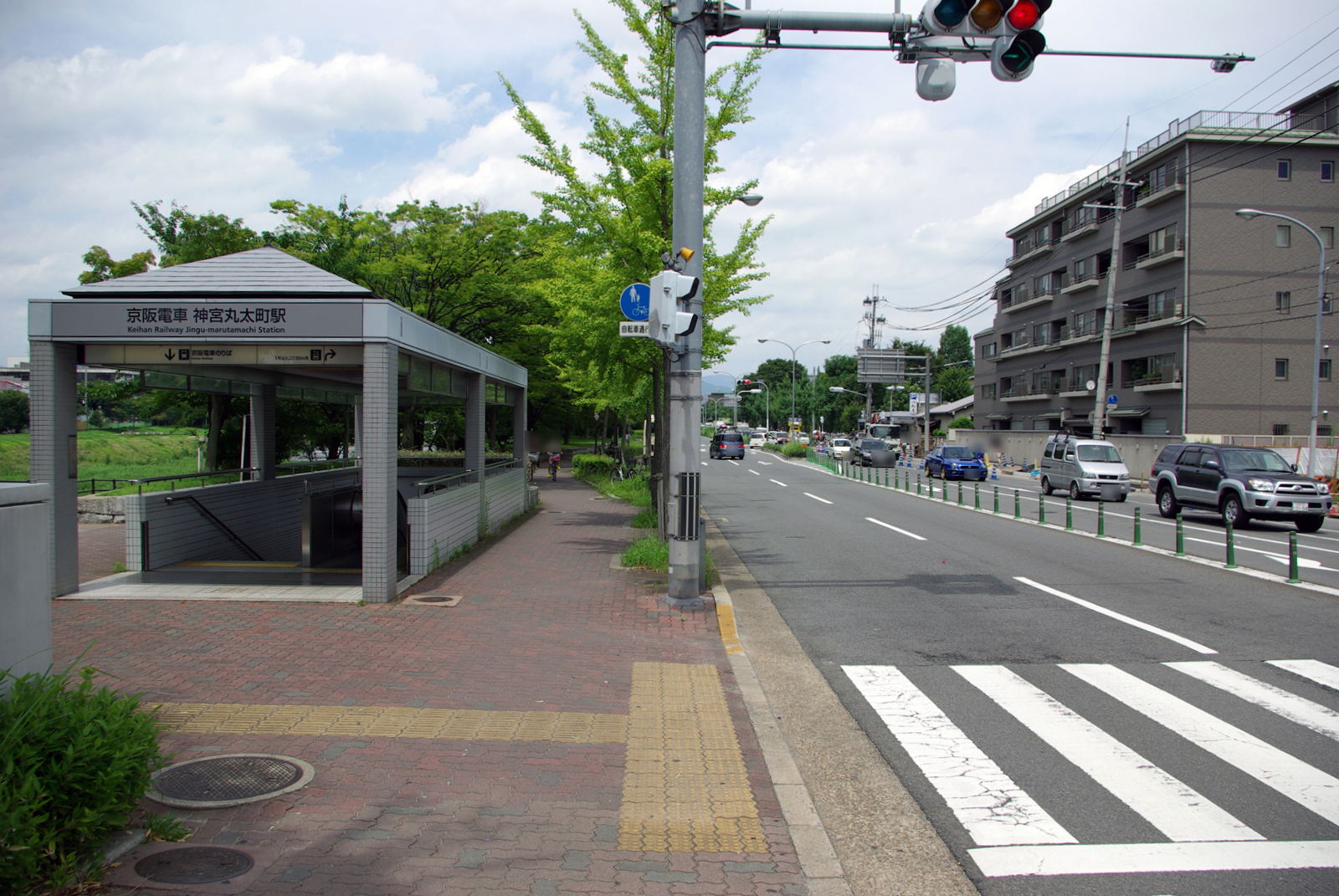
川端通の地下を通る（神宮丸太町駅出口）

### 加算運賃
設備投資（約460億円）と施設使用料・支払利子（累計約250億円）の回収のため、開業時から加算運賃が設定され、普通運賃は60円、定期運賃は1か月あたり通勤用で2,240円、通学用で860円が加算される。2023年4月現在、鴨東線内各駅（三条駅から出町柳駅方面も含む）からの初乗り運賃は230円である。開業直後の定期運賃は、当時京阪電鉄の最長区間であった淀屋橋駅 - 坂本駅間より淀屋橋駅 - 出町柳駅間の方が高額であった。加算運賃は基本的に資本費コストの回収完了時に終了し、2019年度末の回収率は34.6%、過去5年間で約40億円が回収された。

### 路線データ
- 路線距離（営業キロ）：2.3km
- 軌間：1435mm
- 駅数：3駅（起終点駅含む）
- 複線区間：全線
- 電化区間：全線電化（直流1500V）
- 閉塞方式：自動閉塞式
- 保安装置：K-ATS
- 最高速度：90km/h[5]
- 建設主体：日本鉄道建設公団（現 独立行政法人 鉄道建設・運輸施設整備支援機構）

## 運行形態
京阪本線・中之島線との直通運転が主体であり、京阪本線と一体的なダイヤが組まれている。線内で完結する列車は、早朝と深夜に1本ずつ設定されている三条発普通出町柳行きと早朝の出町柳発三条行きのみで、それ以外の全列車が大阪の淀屋橋・中之島方面と直通する。特急・準急がほぼ終日運行されているほか、快速特急「洛楽」・ライナー・通勤快急・快速急行・急行・通勤準急・普通が運行されている。唯一の途中駅である神宮丸太町駅には急行以下の種別の列車が停車する。三条駅ではほとんどの時間帯において、上下線とも優等列車（特急・快速急行など）と準急・普通との緩急接続が行われている。

## 歴史
鴨東線の計画は京阪本線が開業した1910年以前から存在しており、京都市は川端通の拡張とともに五条大橋までに至る区間の特許を申請し、京都電気鉄道は京津電気軌道と連絡する形で、出町柳から三条大橋へ至る計画を立てた。その後も、鴨川電鉄（後述の鴨川電気鉄道とは別）が京都市、京都電気鉄道と競合する区間を特許申請し、大正時代に入ると、鴨川軌道も特許申請したので、4社が競合する始末となり、京都府は東山地区における景観問題により、これらの動きに慎重な態度を取っていた。
結果的に、当線の免許は1924年（大正13年）に京福電気鉄道（京福）の前身である京都電燈が取得した。京都電燈は1925年（大正14年）に叡山平坦線（現在の叡山電鉄叡山本線）を開業させたが、鴨東線については京都市電と平面交差になることや景観の問題から着工できず、ようやくまとまり鴨東線建設のために資材を用意するも、1934年（昭和9年）の室戸台風や、翌1935年（昭和10年）の鴨川大洪水で資材が流失したり、これらの被害復旧のための資材として流用されたりして、その後は戦時体制と戦後の混乱で着工できなかった。
戦後、1948年（昭和23年）に当時の京都市長神戸正雄が京阪神急行電鉄および京福に対して早期開業を要請したのを受けて1950年（昭和25年）に鴨東線建設準備委員会が立ち上げられ免許出願に向けて準備を進めたが、「古都の美観を損なう」などと反対する動きがあり京都市会でも問題とされた。市会で公述人として呼ばれた桑原武夫京都大学教授は「堤防上を電車が走るのは古都の風致を損なう」などの反対意見に対し「すでに長い間七条から三条まで堤防上に走っている。三条四条周辺では鴨川べりを桜や柳の木の間を電車が走っているのは趣があって良いのではないか。それを眺めていて腹が立ったことは一度もない。」と賛成意見を述べた。しかし、市会は路線の地下化や報奨金支払などの費用負担を要求する、という厳しい条件を突きつけたため計画は頓挫し、長らく「幻の路線」と呼ばれた。
前述の鴨川大洪水を受けて計画された鴨川改修工事にあわせて京阪本線を地下化する基本計画が策定され、京阪本線が京都市の東西交通のネックになっていることから地下化が具体化するのに併せ、1972年（昭和47年）に京阪電気鉄道が中心となって鴨川電気鉄道が設立され、日本鉄道建設公団（当時）による「P線方式」でようやく着工された。
1989年（平成元年）に京阪電気鉄道が鴨川電気鉄道を合併し、同年京阪鴨東線として開業した。当初は出町柳駅から叡山電鉄叡山本線（鴨東線開業前の1986年〈昭和61年〉に京福電気鉄道から叡山電鉄へ分離譲渡）と相互直通運転する構想であったが、双方の車両規格・編成長や輸送需要の差が大きすぎることもあって実現しなかった。またこの際特急はすべて7両編成（その後1997年から1998年にかけて8両編成化）に統一され、輸送力が強化された。
開業後は、沿線の通勤客のみならず出町柳駅近くに立地する京都大学・同志社大学・同志社女子大学・京都精華学園中学校・高等学校などへの通学が大幅に便利になったほか、直通運転は実現しなかったものの京福時代の1970年代より乗客の減少で経営が悪化していた叡山電鉄が一気に乗客を取り戻すなど鴨東線開業の効果は大きく表れている。

### 沿革
- 1924年（大正13年）8月29日：京都電燈（京福電気鉄道の前身）が出町柳 - 三条間の地方鉄道敷設免許を取得。
- 1950年（昭和25年）4月10日：京阪電気鉄道が「鴨東線建設準備委員会」を発足。
- 1972年（昭和47年）7月1日：鴨川電気鉄道を設立。
- 1974年（昭和49年）
  - 2月20日：京福電気鉄道の出町柳 - 三条間の地方鉄道敷設免許が失効。
  - 2月25日：鴨川電気鉄道が出町柳 - 三条間の地方鉄道敷設免許を取得。
- 1984年（昭和59年）11月30日：鴨東線建設工事起工式を挙行。
- 1989年（平成元年）
  - 4月1日：京阪電気鉄道が鴨川電気鉄道を合併[8]。
  - 10月5日：鴨東線として開業。これに伴うダイヤ改正は9月27日に先行して行われており、10月5日正午[注釈 8]までは鴨東線内を回送列車として運行していた。
- 2008年（平成20年）10月19日：京都市営地下鉄烏丸線に同名の丸太町駅があるため、当線の丸太町駅を神宮丸太町駅に改称。
- 2015年（平成27年）
  - 日時不明：鉄道線トンネル内の照明設備がLED照明に更新される[9]。
  - 12月5日：鴨東線でK-ATS使用開始[10]。

## 駅一覧
- 駅番号は2014年4月1日に導入[11]。
- 全駅京都府京都市内に所在。
- 普通・準急・通勤準急・急行は各駅に停車。
- ●：停車、｜↑：通過、↑：矢印の方向に運転

| 駅番号 | 駅名         | 駅間キロ | 営業キロ | 快速急行 | 通勤快急 | 特急 | ライナー | 快速特急 洛楽 | 接続路線                                                                  | 所在地 |
| ------ | ------------ | -------- | -------- | -------- | -------- | ---- | -------- | ------------- | ------------------------------------------------------------------------- | ------ |
| KH40   | 三条駅       | -        | 0.0      | ●        | ●        | ●    | ●        | ●             | 京阪電気鉄道： 京阪本線（直通） 京都市営地下鉄： 東西線（三条京阪駅:T11） | 東山区 |
| KH41   | 神宮丸太町駅 | 1.0      | 1.0      | ｜       | ↑        | ｜   | ｜       | ｜            |                                                                           | 左京区 |
| KH42   | 出町柳駅     | 1.3      | 2.3      | ●        | ●        | ●    | ●        | ●             | 叡山電鉄： E 叡山本線 (E01)                                               | 左京区 |